# Nakomiady

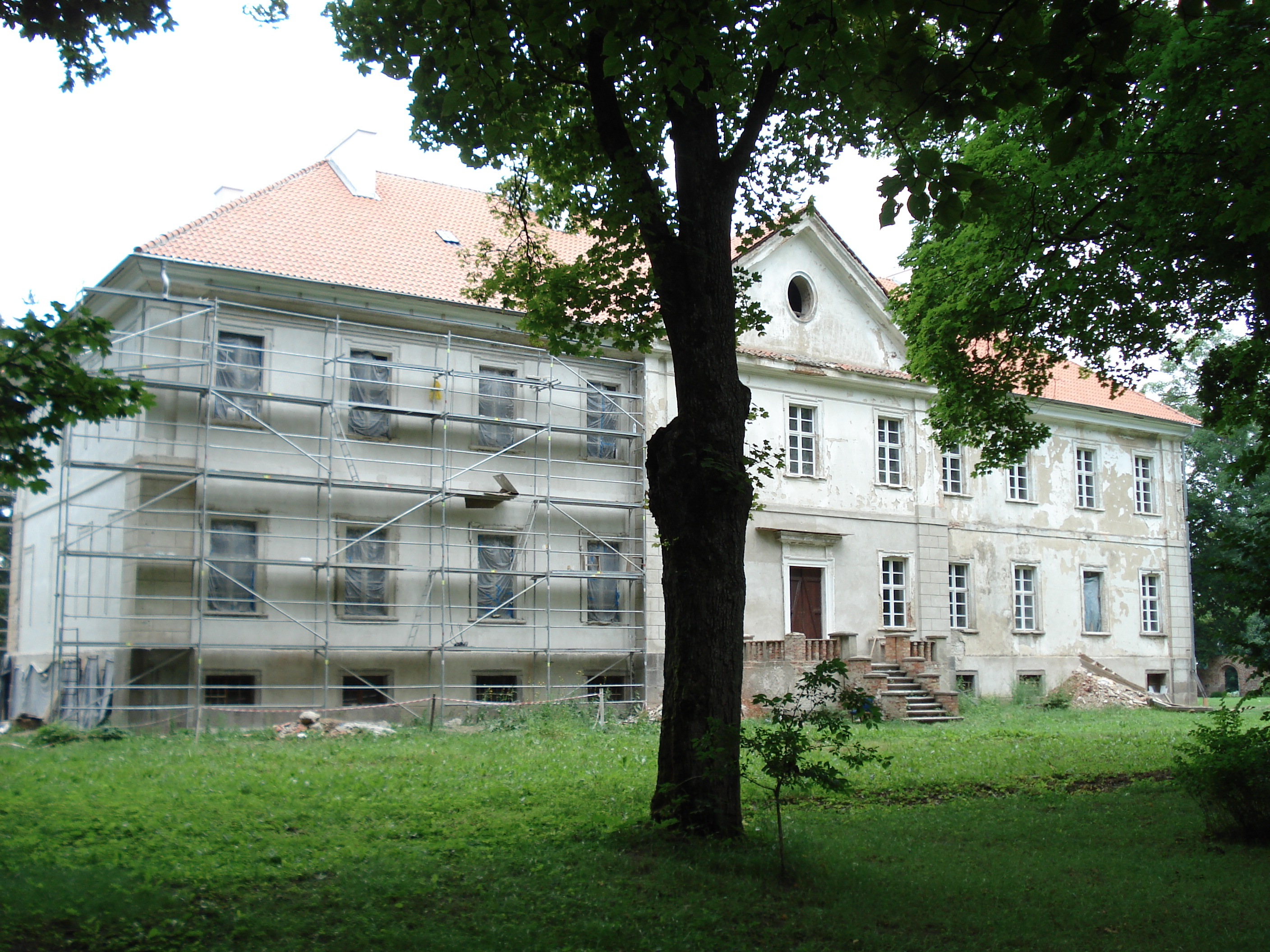
Ehemaliges Herrenhaus des Guts Eichmedien.

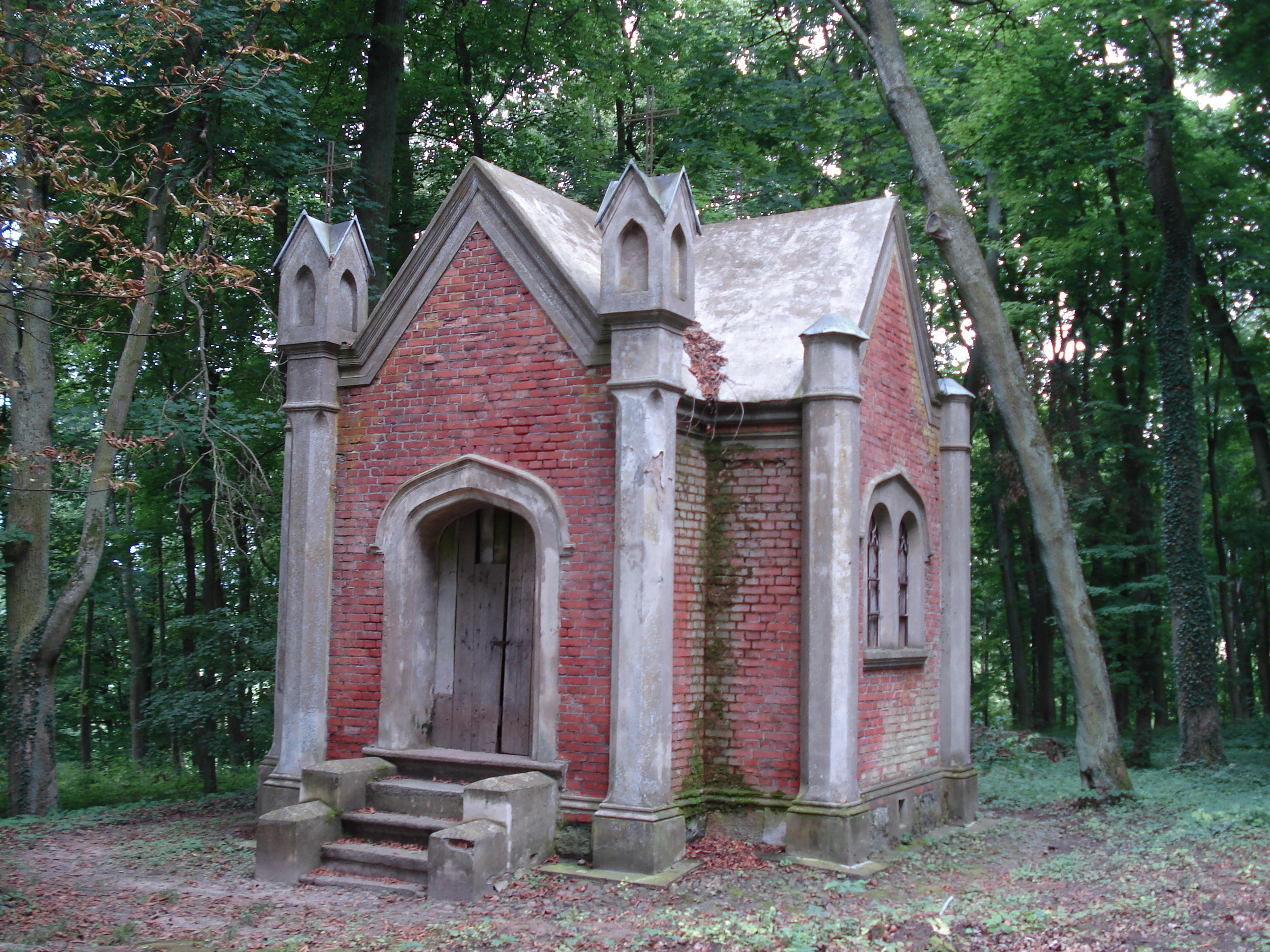
Grabstätte der Familie Redecker im Park des ehemaligen Guts.

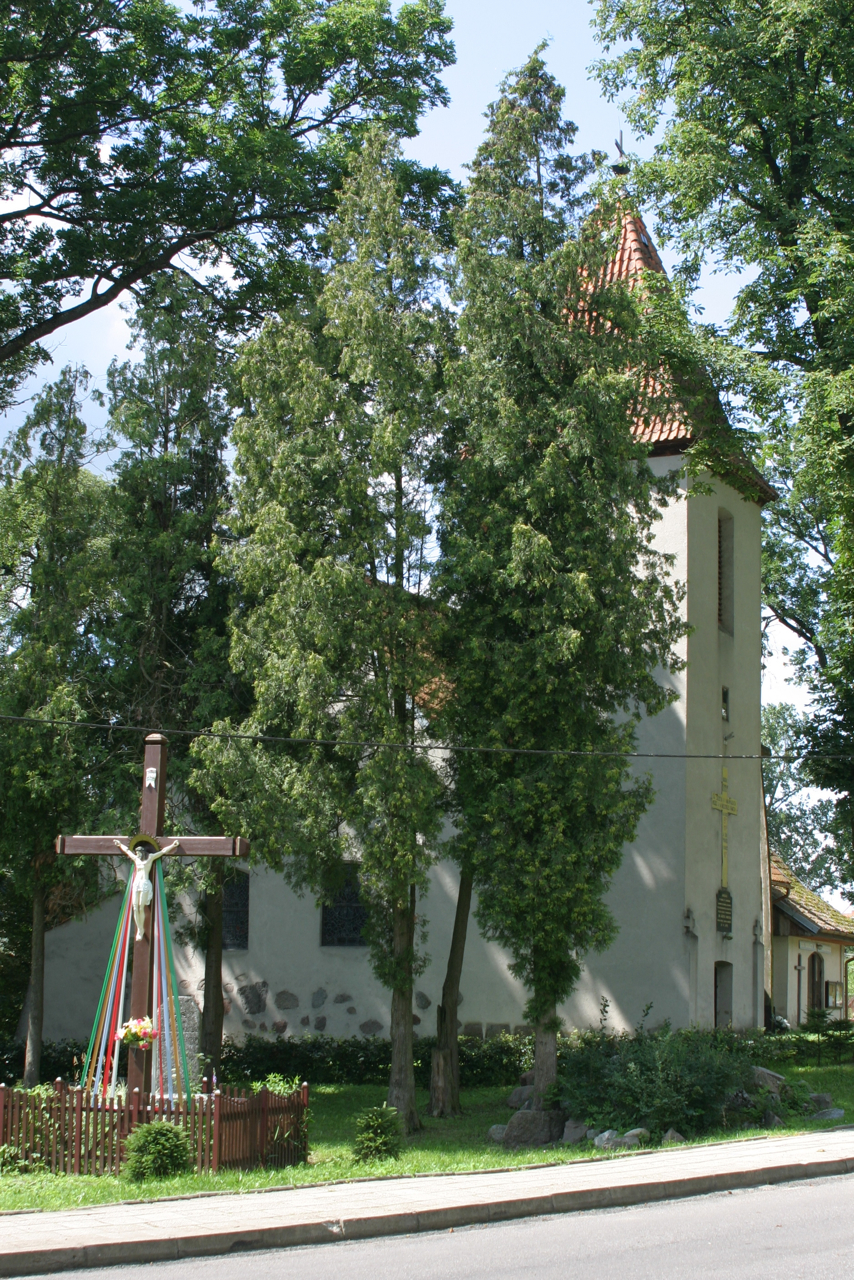
Dorfkirche (2009)

Nakomiady [nakɔˈmʲadɨ] (deutsch Eichmedien) ist ein Dorf in der polnischen Woiwodschaft Ermland-Masuren. Es gehört zur Gmina Kętrzyn (Landgemeinde Rastenburg) im Powiat Kętrzyński (Kreis Rastenburg).

## Geographische Lage
Nakomiady liegt etwa zehn Kilometer südöstlich der Stadt Rastenburg und 68 Kilometer östlich der Stadt Olsztyn  (Allenstein).

## Geschichte
Der Ort wurde zwischen 1392 und 1396 vom Komtur Konrad Kyburg als Gutsdorf angelegt. Er erbaute im Dorf ein Schloss. 1402 erneuerte der Hochmeister des Deutschen Ordens Ulrich von Jungingen die Privilegien der Ortschaft nach Kulmer Recht.  Das Schloss wurde später so stark zerstört, dass nur das Kellergeschoss und die Fundamente übrig blieben.
Das Gutsdorf erhielt im 17. Jahrhundert ein neues Herrenhaus, dessen Bau um 1680 vollendet war. Besitzer des Dorfes war Johann von Hoverbeck, ein Berater von Kurfürst Friedrich Wilhelm von Brandenburg-Preußen, der am Zustandekommen des Vertrags von Wehlau mitgewirkt hatte. Der Kurfürst hatte es ihm 1653 zusammen mit benachbarten Dörfern aus Dank für hervorragende diplomatische Dienste übereignet. 1789 wurde das Dorf von Friedrich von Redecker erworben. Es blieb dann bis 1930 im Besitz der Familie Redecker.
Am 1. November 1831 wurde auch das Dorf Eichmedien von einer Choleraepidemie erfasst, die im Kreisgebiet grassierte. Bis 1945 lag Eichmedien im ostpreußischen Kreis Sensburg.
Aufgrund der Bestimmungen des Versailler Vertrags stimmte die Bevölkerung in den Volksabstimmungen in Ost- und Westpreussen am 11. Juli 1920 über die weitere staatliche Zugehörigkeit zu Ostpreußen (und damit zu Deutschland) oder den Anschluss an Polen ab. In Eichmedien (Gut und Dorf) stimmten 540 Einwohner für den Verbleib bei Ostpreußen, auf Polen entfielen keine Stimmen.
Das Gutshaus wurde ab 1998 umfassend saniert und beherbergt heute ein Hotel.
Im Jahr 2008 hatte das Dorf 670 Einwohner.

## Kirche
Die Pfarrkirche St. Antonius wurde vermutlich im 15. oder frühen 16. Jahrhundert errichtet. Die Kirche ist ein kleiner Saalbau des einfachsten Typus, ein ungewölbter Saalbau mit Strebepfeilern. Die Umfassungsmauern bestehen aus Feldstein. Ein Nordostturm wurde 1932 hinzugefügt. Nach Zerstörungen im Zweiten Weltkrieg wurde die Kirche bis 1958 vollständig wiederhergestellt und verputzt.

## Söhne und Töchter
- Kurt Weidemann (1922–2011), Grafikdesigner